# 훌리오 구스만

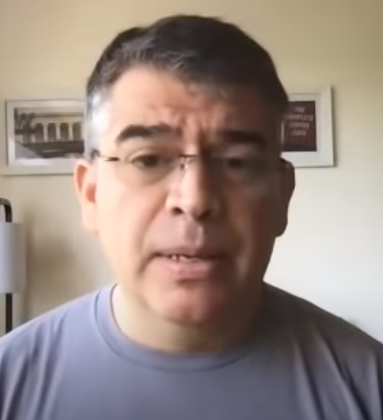

훌리오 아르만도 구스만 카세레스(스페인어: Julio Armando Guzmán Cáceres, 1970년 3월 31일 ~ )는 페루의 경제학자, 정치인으로 보라당의 대표이다. 2021년 대선에 출마했으나 약 2% 남짓의 득표율로 낙선했다. 과거 페루를 위한 모두의 대표였으며, 2016년 대선에 출마를 시도했으나 등록 과정에서 비리가 문제가 되어 출마 자격을 박탈당했다.

## 역대 선거 결과
| 선거명      | 직책명        | 대수 | 정당   | 1차 득표율 | 1차 득표수 | 2차 득표율 | 2차 득표수 | 결과 | 당락 |
| ----------- | ------------- | ---- | ------ | ---------- | ---------- | ---------- | ---------- | ---- | ---- |
| 2021년 선거 | 페루의 대통령 | 63대 | 보라당 | 2.26%      | 325,608표  |            |            | 10위 | 낙선 |